# Doornzele
Doornzele est un village de Flandre orientale, à une vingtaine de kilomètres au nord de la ville de Gand et à proximité de la frontière néerlandaise. Administrativement il fait partie de la commune d'Evergem située en Région flamande dans la province de Flandre-Orientale (Belgique).

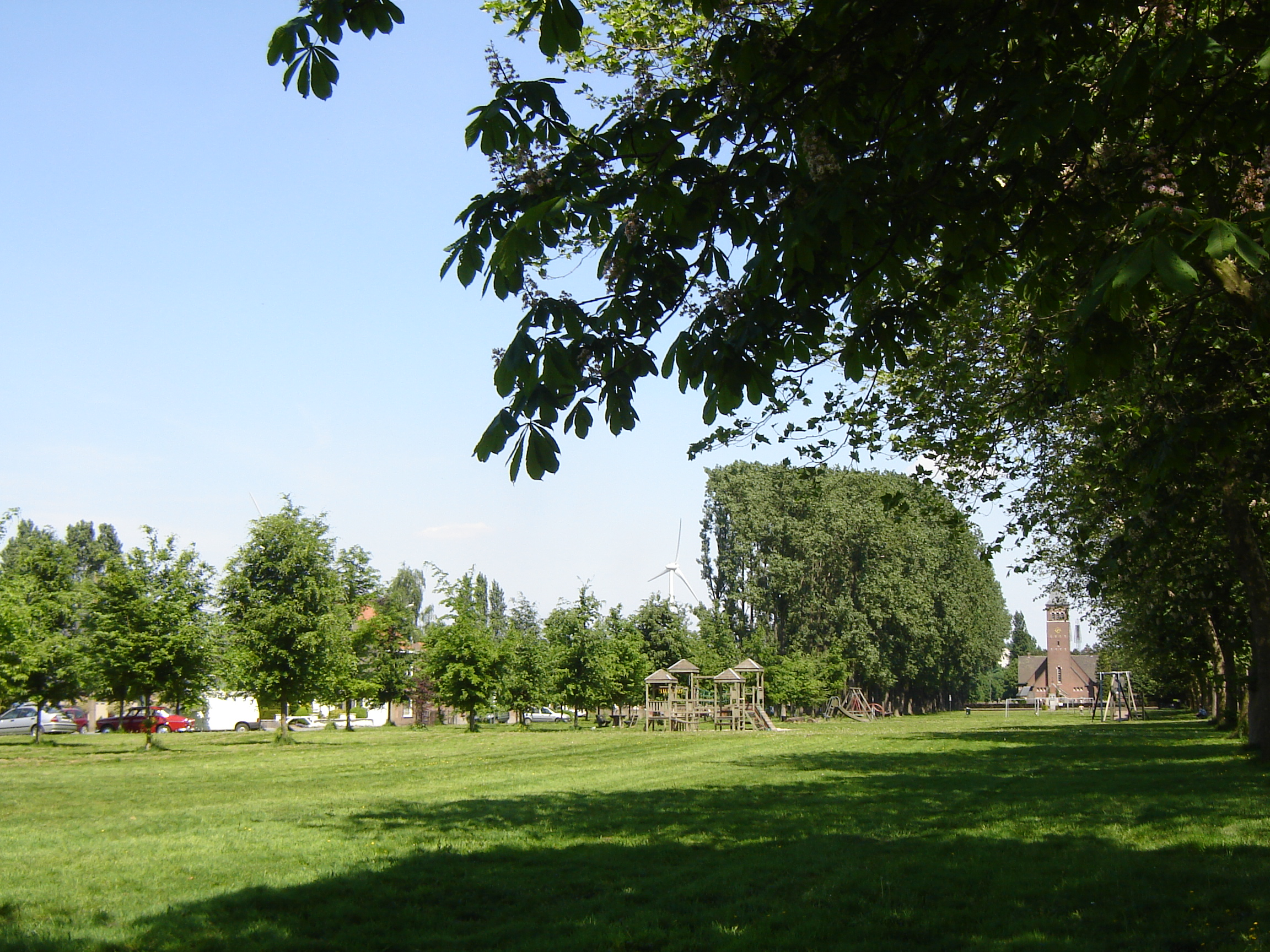
Trieux à Doornzele.